# Paul Cartellieri

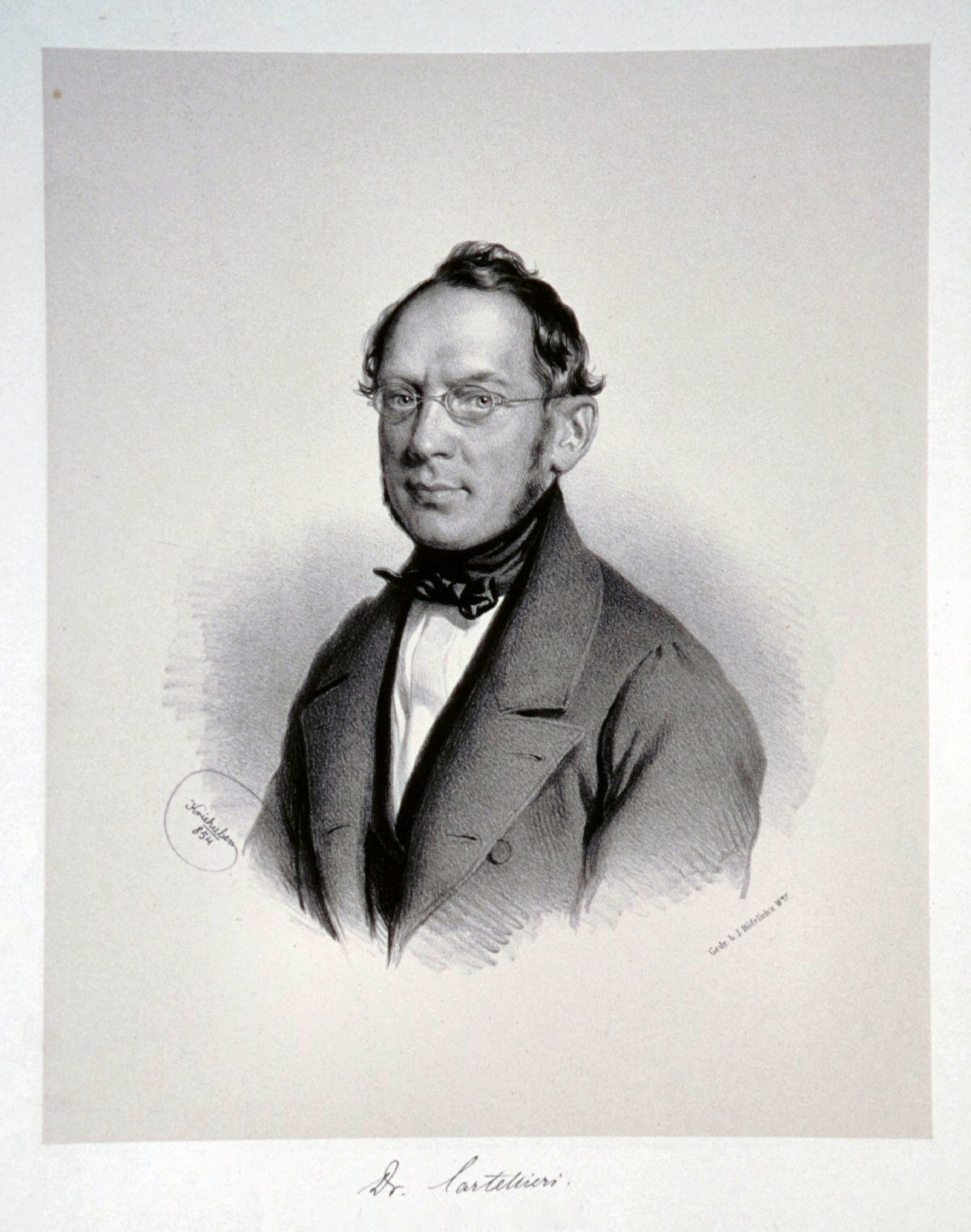
Paul Cartellieri, Lithographie von Josef Kriehuber, 1854

Paul Cartellieri (* 22. April 1807 in Wien; † 17. Juli 1881 in Franzensbad) war Kurarzt und Ehrenbürger der Stadt Franzensbad in Westböhmen.

## Leben
Cartellieri verbrachte seine Jugend in Raudnitz in Böhmen, einem Stammsitz des Fürstenhauses Lobkowicz, bei welchem sein Vater Antonio Casimir Cartellieri als Hofmusiker tätig war. Als Absolvent des Gymnasiums in Leitmeritz und Studium der Medizin an der Universität Prag promovierte Paul Cartellieri zum Doktor der Medizin bei
Julius Vincenz von Krombholz.
Paul Cartellieri war zunächst als Herrschafts- und Choleraarzt im Dienst des Fürstenhauses Kinsky in deren Herrschaft Böhmisch Kamnitz tätig und ab 1848 landesfürstlicher Brunnenarzt in Franzensbad. Er gilt als Entdecker der dortigen Stahlquelle. Zudem führte er die von dem Komotauer Konstrukteur Tobler konstruierten Pumpen zur Gewinnung des Quellwassers ein. Er erkannte das physikalische Gesetz, nach welchem der Wasserzufluss der Quellen in Franzensbad mit dem jeweiligen Barometerstand in umgekehrtem Verhältnis steht. Seine geophysikalischen Forschungsarbeiten über den Quellenzufluss haben bis heute Gültigkeit. Für seine Verdienste wurde er zum k.k. Hofrat und Ehrenbürger des Kurortes Franzensbad ernannt.

## Familie
Cartellieris Eltern waren der Komponist und Kapellmeister Antonio Casimir Cartellieri (1772–1807) und Franziska Kraft. Paul Cartellieri war mit Wilhelmine Kraft verheiratet (Böhmisch Kamnitz 25. November 1839). Der Ehe entstammten elf Söhne und eine Tochter. Bekannt sind von den Kindern:
- Josef Cartellieri (* 19. Februar 1849; † 6. August 1909), Allgemeinmediziner
- Friedrich Cartellieri (* 27. November 1855; † 28. November 1932), Notar
- Franziska Cartellieri (12. November 1843 Eger[3] – 7. März 1925 Wien[4]), Ehefrau des Arztes Andreas Buberl
- Wilhelm Cartellieri (* 23. Juni 1860 Eger[5]; † 29. Mai 1908), Philologe und Altertumskundler

## Werke (Auswahl)
- Die Franzensquelle in Franzensbad und der atmosphärische Luftdruck. Ein Beitrag zur Physik der Mineralquellen. Eger 1860
- Die salinischen Eisenmineralmoorbäder
- Die Heilkräfte des Kaiser Franzensbades. Monographie des Mineral-Moorbäder zu Franzensbad
- Die Stahlquelle in Franzensbad
- Das Klima und die Heilmittel von Franzensbad
- Sehnsucht nach dem Egerlande. Ein Lied. Diese Veröffentlichungen sind erschienen in: Kalender für das Egerland, Eger 1911